# Dactylokepon palaoensis
Dactylokepon palaoensis là một loài chân đều trong họ Bopyridae. Loài này được Shiino miêu tả khoa học năm 1942.